# Against All Odds (2021)
Pour les articles homonymes, voir Against All Odds.
Against All Odds est un pay-per view de catch professionnel présenté par la fédération Impact Wrestling. c'est le dixième événement de la chronologie des Against All Odds.

## Contexte
Cet événement de catch professionnel présente différents matchs impliquant des catcheurs heel (méchant) et face (gentil), ils combattent sous un script écrit à l'avance. Le 25 mai lors de Rebellion, il est annoncé qu'Against All Odds se déroulera le 12 juin 2021.

## Storylines

### Omega contre Moose
Le 25 avril lors de Rebellion, Omega bat Rich Swann et remporte le championnat du monde d'Impact derrière lequel court Moose depuis plusieurs mois. Moose remporta un 6-Way match déterminant le premier aspirant au titre d'Omega lors d'Under Siege le 15 mai et affrontera donc Omega à Against All Odds. Le 20 mai à Impact, Omega et les Good Brothers tentent d'attaquer Moose qui sera secouru par Sami Callihan.

### Kojima contre Doering
Le 27 mai à Impact, la légende de la NJPW Kojima fait ses débuts à Impact en venant défier Joe Doering membre du clan Violent by Design pour un match à Against All Odds. Le 3 juin à Impact, Kojima bat Deaner, partenaire de Doering au sein de Violent by Design.

### Rich Swann contre W. Morrissey
Le 3 juin à Impact, Morrissey tabasse Swann, ce qui officialisa un match entre les deux hommes pour Against All Odds.

## Tableaux des matchs
| N° | Matches                                                                                         | Stipulations                                                   | Temps |
| -- | ----------------------------------------------------------------------------------------------- | -------------------------------------------------------------- | ----- |
| 1  | Sami Callihan et Tommy Dreamer battent The Good Brothers Doc Gallows et Karl Anderson           | Street Fight Tag Team Match                                    | 11:09 |
| 2  | Joe Doering bat Kojima                                                                          | Match Simple                                                   | 9:02  |
| 3  | Chris Bey vs. Petey Williams vs. Rohit Raju vs. Ace Austin vs. Trey Miguel finit par No Contest | 5-Way N°1 Contender X-Division match                           | 12:25 |
| 4  | W. Morrissey vs. Rich Swann                                                                     | Match Simple                                                   | 11:43 |
| 5  | Tenille Dashwood (avec Kaleb with a K) bat Jordynne Grace (avec Rachael Ellering)               | Match Simple                                                   | 10:58 |
| 6  | Fire N' Flava (Kiera Hogan & Tasha Steelz) (c) battent Kimber Lee & Susan                       | Tag Team match pour les Impact Knockouts Tag Team Championship | 9:12  |
| 7  | Violent by Design (Rhino & Deaner) (c) battent Decay (Black Taurus & Crazzy Steve)              | Tag Team match pour les Impact World Tag Team Championship     | 10:37 |
| 8  | Deonna Purrazzo (avec Susan & Kimber Lee) (c) bat Rosemary                                      | Match Simple pour le Impact Knockouts Championship             | 12:01 |
| 9  | Kenny Omega (c) (avec Don Callis) bat Moose                                                     | Match simple pour le Impact World Championship                 | 22:51 |